# Panimerus intellegus
Panimerus intellegus är en tvåvingeart som först beskrevs av Jung 1956.  Panimerus intellegus ingår i släktet Panimerus och familjen fjärilsmyggor. Inga underarter finns listade i Catalogue of Life.